# Комітат Шарош

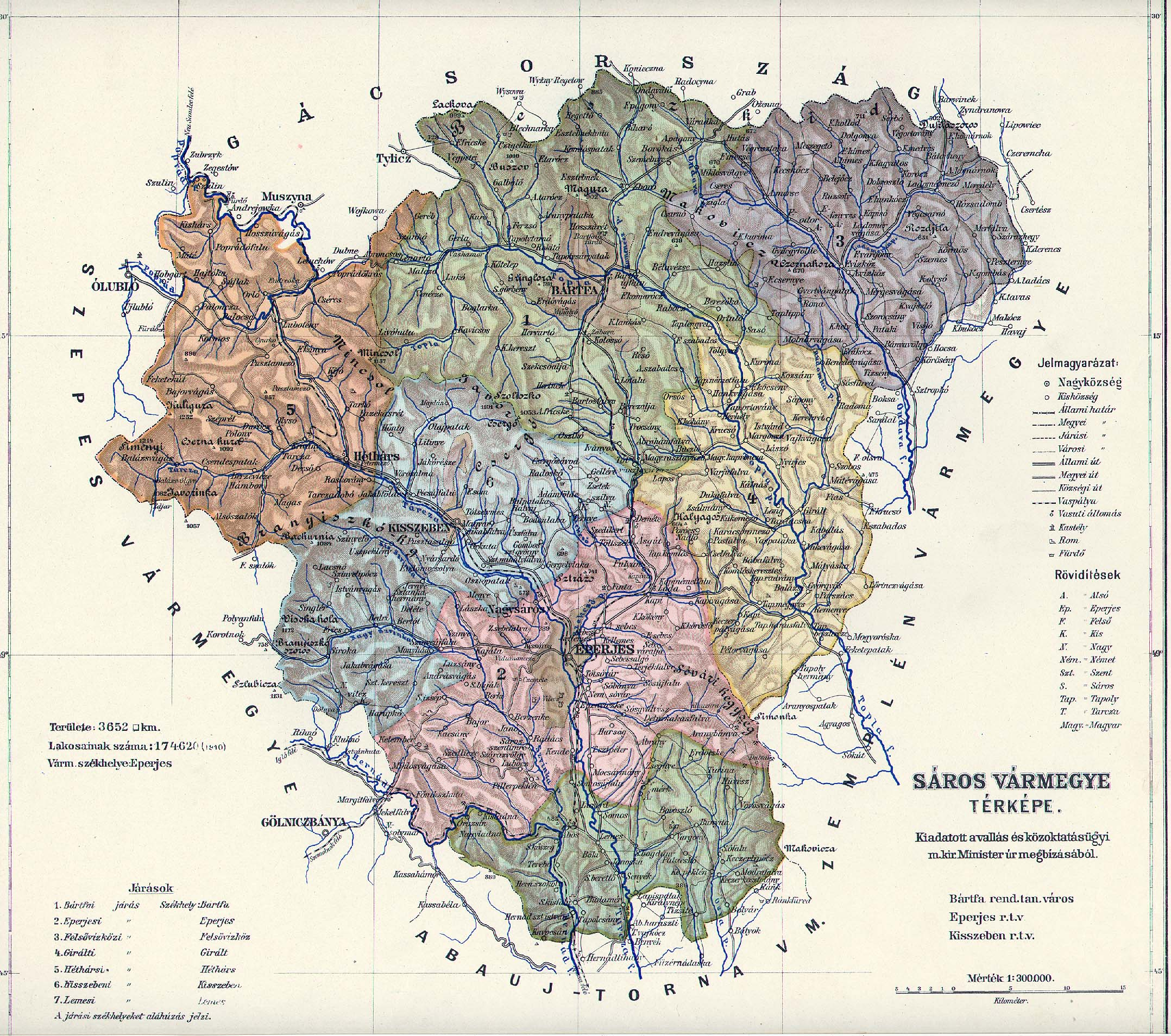
Адміністративний поділ комітата Шарош

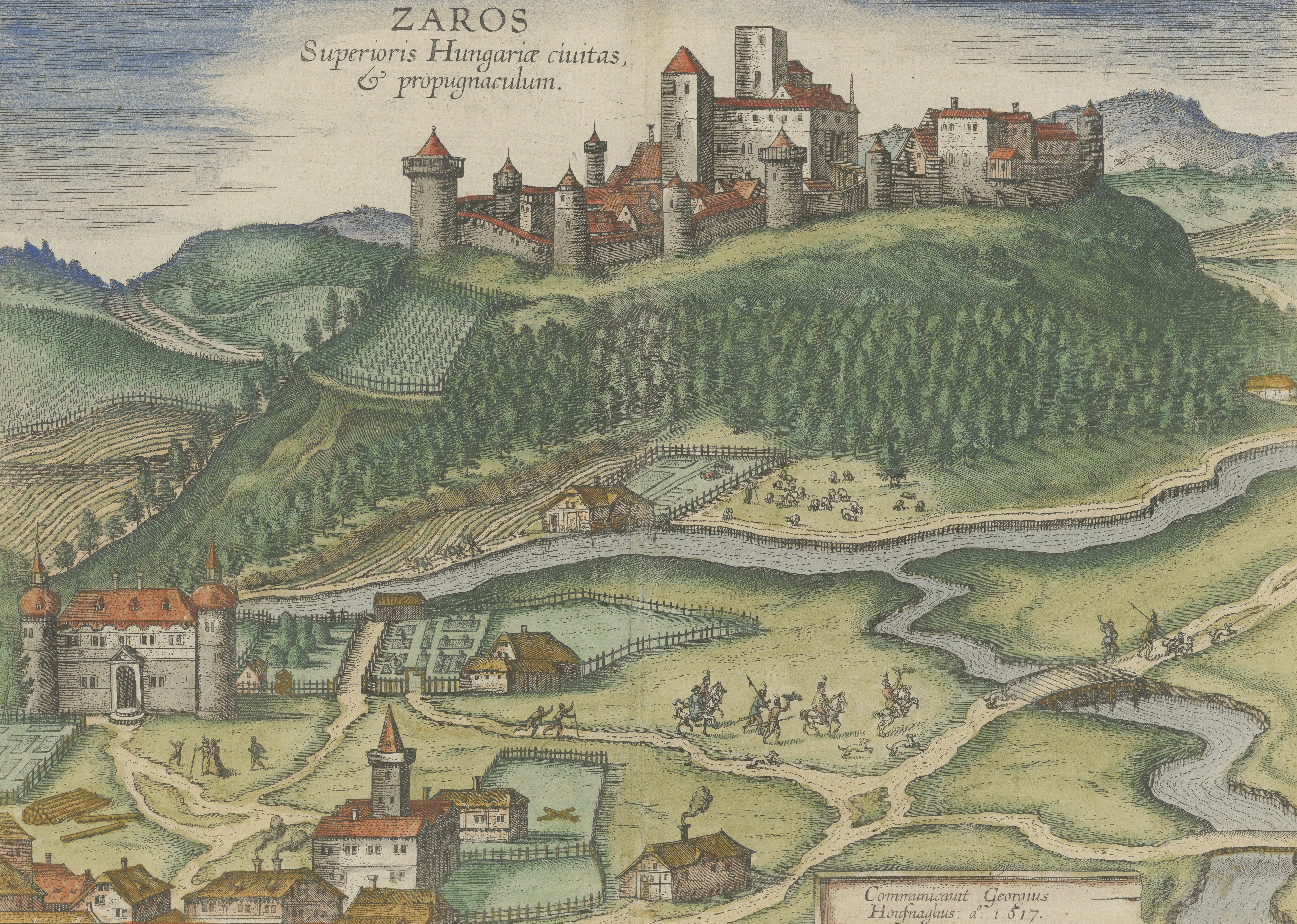
Шаришський Град на літографії Георга Хофнагеля 1617 року

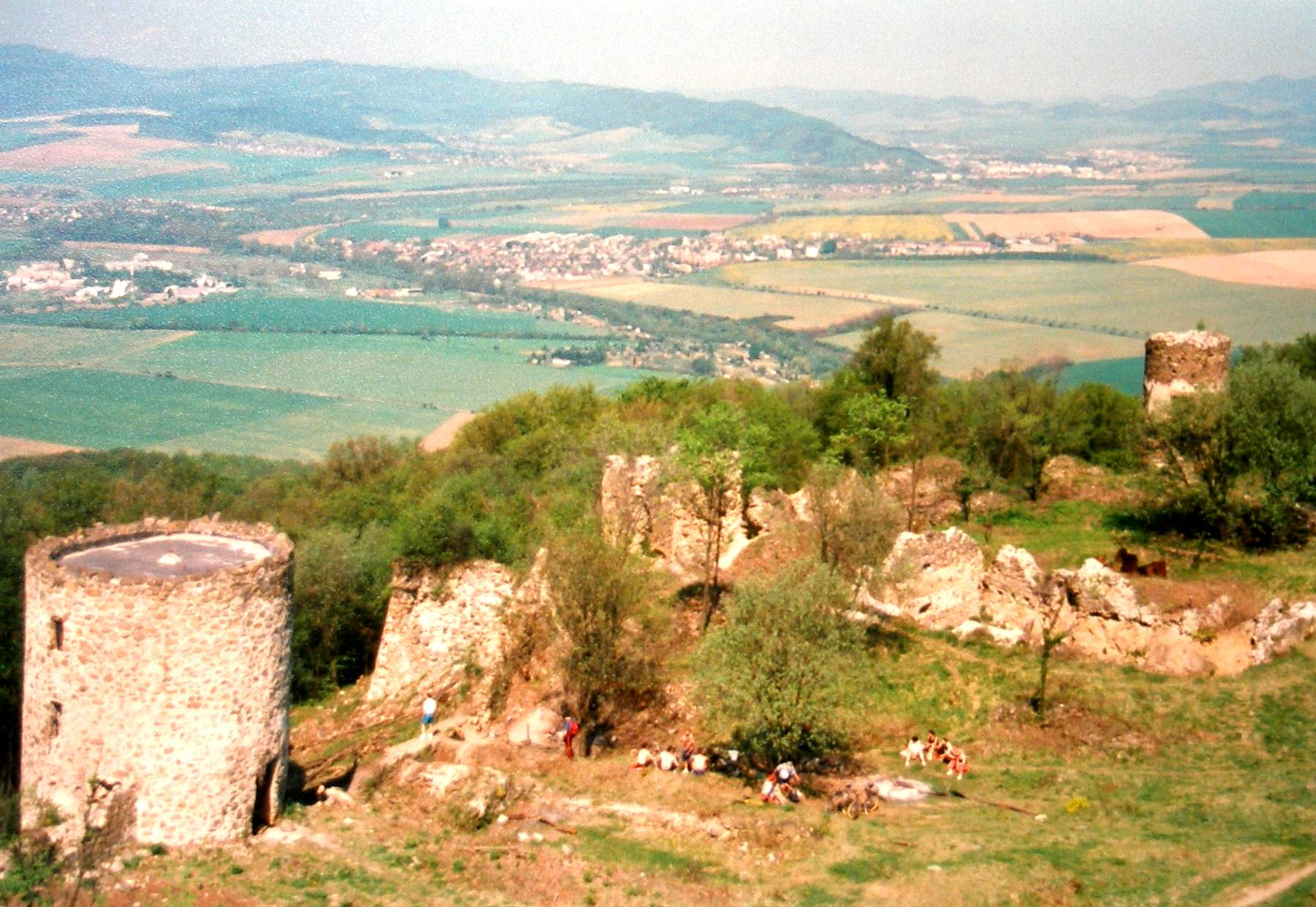
Руїни Шаришського граду

Ша́рош, Ша́роський коміт́ат (угор. Sáros vármegye, лат. comitatus Sarossiensis) — історичний комітат у північно-східній частині Угорського королівства, що межував з австрійською провінцією Галичина (до 1772 року — частина Польщі) на півночі, комітатом Спиш на заході, Абауй-Торна на півдні, а також Земплинським комітатом на сході. Існував до 1919 року.

## Історія
Після утворення ЗУНР українська етнічна частина комітату повинна була увійти до її складу згідно з «Тимчасовим основним законом» від 13 листопада 1918 року.
До 1919 року Шарош був адміністративно-територіальною одиницею у складі Угорського королівства. З 1919 територія Шароша є частиною Словаччини.

## Географія
Географічно територія комітату Шарош обмежувалась Левоцькими горами, містами Кошиці та Свидник. Через комітат протікала річка Ториса.
Головним містом регіону спершу був Шариський Град, а з XVIII століття — Пряшів. У 1910 році територія комітату становила 3652 км².

## Населення
| Чисельність українців по роках у комітаті Шарош | Чисельність українців по роках у комітаті Шарош |
| Рік                                             | Відсоток                                        |
| ----------------------------------------------- | ----------------------------------------------- |
| 1720                                            | 70,1 %                                          |
| 1782                                            | 43,4 %                                          |
| 1795                                            | 36,7 %                                          |
| 1810                                            | 36,6 %                                          |
| 1820-ті                                         | 33,9 %                                          |
| 1840-ві                                         | 33,8 %                                          |
| 1857                                            | 27,6 %                                          |
| 1900                                            | 19,5 %                                          |
| 1910                                            | 22,0 %                                          |

Як показують переписи до кінця XVIII століття Шарош був заселений ще переважно русинами-українцями.
У 1439 р. у Шаришському комітаті було зафіксовано 14 православних храмів.
У XVIII столітті в комітаті Шарош русинів-українців у % від усього населення мешкало — 1720: 70,1 %, 1782: 43,4 %, а у 1795: 36,7 %.
Це було слідством мадяризації та набагато більше словакизації русинів-українців.
Вже наприкінці XIX-початку XX століть переважна частина Шароша була заселена словаками, менша, північна, входила до складу української етнічної території: 1 300 км², у 1914 — 46 700 населення, у тому числі 32 200 русинів, 9 700 словаків.
У 1910 році населення становило 174 600 осіб.

### 1900
Кількість жителів Шароського комітату у 1900 році нараховувала 174,470 тис. осіб і складалася з наступних мовних спільнот, серед них:
- Словаки: 115,141 (66,0 %)
- Русини: 33,988 (19,5 %)
- Угорці: 10,926 (6,3 %)
- Німці: 10,886 (6,2 %)
- Хорвати: 63 (0,0 %)
- Румуни: 33 (0,0 %)
- Серби: 5 (0,0 %)
- Інші або невідомо: 3,428 (2,0 %)

За даними перепису 1900 року, комітат складався з таких релігійних громад:
- Католики: 93,753 (53,8 %)
- Греко-католики: 53,434 (30,6 %)
- Лютерани: 14,494 (8,3 %)
- Євреї: 12,262 (7,0 %)
- Кальвіністи: 487 (0,3 %)
- Православні: 28 (0,0 %)
- Унітарії: 6 (0,0 %)
- Інші або невідомо: 6 (0,0 %)

### 1910
Кількість жителів Шарошського комітату у 1910 році нараховувала 174 620 тис.осіб і складалася з таких мовних спільнот, серед них:
- Словаки: 101,855 (58,3 %)
- Русини: 38,500 (22,0 %)
- Угорці: 18,088 (10,4 %)
- Німці: 9,447 (5,4 %)
- Румуни: 321 (0,2 %)
- Хорвати: 15 (0,0 %)
- Серби: 2 (0,0 %)
- Інші або невідомо: 6,392 (3,7 %)

За даними перепису 1910 року, округ складався з таких релігійних громад:
- Католики: 94,223 (54,0 %)
- Греко-католики: 52,938 (30,3 %)
- Лютерани: 14,224 (8,1 %)
- Євреї: 12,323 (7,1 %)
- Кальвіністи: 838 (0,5 %)
- Православні: 61 (0,0 %)
- Унітарії: 12 (0,0 %)
- Інші або невідомо: 1 (0,0 %)